# Буберево (Хорольский район)
Буберево (укр. Бубереве) — село, Грушинский сельский совет, Хорольский район, Полтавская область,
Украина.
Код КОАТУУ — 5324881503. Население по переписи 2001 года составляло 42 человека.

## Географическое положение
Село Буберево находится на расстоянии в 1 км от сёл Грушино и Широкое.